# Lijst van jeugdacteurs
Deze lijst bevat jeugdacteurs en jeugdactrices. Hiermee worden alle personen bedoeld die voor de leeftijd van 16 jaar begonnen zijn met acteren.

## Jeugdactrices
| - Pauline Acquart (1992) - Gabrielle Adam (?) - Joanna-Daria Adraktas (?) - Ashli Amari Adams (1991) - Isabella Acres (2001) - Siena Agudong (2004) - Rehab Ahmed (?) - Médina El Aidi-Azouni (2008) - Lexi Ainsworth (1992) - Akkemay (1968) - Jessica Alba (1981) - Sherry Alberoni (1946) - Kristen Alderson (1991) - Veronica Afflerbach (1992) - Tatyana Ali (1979) - Landry Allbright (1989) - Aleisha Allen (1991) - Christa B. Allen (1991) - Pippa Allen (2000) - Stella Allen (2004) - Tessa Allen (1996) - Lindsey Alley (1977) - Iris Almeida (?) - Trini Alvarado (1967) - Eva Amurri (1985) - Bridgette Andersen (1975-1997) - Ella Anderson (2005) - Melissa Sue Anderson (1962) - Nicole Anderson (1990) - Juliette Angelo (1999) - Jasmine Jessica Anthony (1996) - Tina Apicella (1946) - Christina Applegate (1971) - Rachel Appleton (1992) - Onata Aprile (2005) - Josephine Arendsen (2005) - Asia Argento (1975) - Fiore Argento (1970) - Ashley Argota (1993) - Venus Ariel (2007) - Ryan Kiera Armstrong (2010) - Alison Arngrim (1962) - Taylor Atelian (1995) - Ashley Ausburn (1998) - Fausta Avelli (?) - Fairuza Balk (1974) - Allison Balson (1969) - Sarah Bannier (1990) - Ivana Baquero (1994) - Léora Barbara (1996) - Andrea Barber (1976) - Drew Barrymore (1975) - Judith Barsi (1978-1988) - Mischa Barton (1986) - Skye McCole Bartusiak (1992-2014) - Carina Battrick (2012) - Annalise Basso (1998) - Aiko Beemsterboer (2003) - Camilla Belle (1986) - Blaze Berdahl (1980) - Elizabeth Berkley (1972) - Lena Beyerling (1995) - Jessica Biel (1982) - Afroditi-Piteni Bijker (1986) - Thora Birch (1982) - Linda Blair (1959) - Sandrine Blancke (1978) - Tempestt Bledsoe (1973) - Yasmine Bleeth (1968) - Ann Blyth (1928) - Carly Bondar (1992) - Mika Boorem (1987) - Soleil Borda (1995) - Yenthe Bos (2004) - Andrea Bowen (1990) - Jenna Boyd (1993) - Lucy Boynton (1994) - Ciara Bravo (1997) - Abigail Breslin (1996) - Danielle Brisebois (1969) - Rafiella Brooks (?) - Becca Brown (1992) - Kimberly J. Brown (1984) - Alyla Browne (2010) - Emily Browning (1988) - Billi Bruno (1997) - Sabrina Bryan (1984) - Julia Butters (2009) - Amanda Bynes (1986) - Darcy Rose Byrnes (1998) - Ashley Lyn Cafagna (1983) - Natasha Calis (1999) - Candace Cameron (1976) - Victoria Canestrini (?) - Francesca Capaldi (2004) - Vivien Cardone (1993) - Cinzia De Carolis (1960) - Madeline Carroll (1996) - Veronica Cartwright (1949) - Diana Serra Cary (1918-2020) - Anna Lou Castoldi (2001) - Raquel Castro (1994) - Lacey Chabert (1982) - Catherine Chan (1999) - Megan Charpentier (2001) - Courtney Chase (1988) - Daveigh Chase (1990) - Anna Chlumsky (1980) - Danielle Chuchran (1993) - Natalia Cigliuti (1978) - Shannon Collins (?) - Monique Coleman (1980) - Jennifer Connelly (1970) - Paige Conner (?) - Kira Spencer Cook (1984) - Maddie Corman (1970) - Miranda Cosgrove (1993) - Dolores Costello (1903-1979) - Nikki Cox (1978) - Layla Crawford (2004) - Olivia Crocicchia (1995) - Shree Crooks (2005) - Tonya Crowe (1971) - Kaley Cuoco (1985) - Miley Cyrus (1992) - Noah Cyrus (2000) - Tatum Dagelet (1975) - Romi Dames (1979) - Muriel Frances Dana (1916-1997) - Bebe Daniels (1901-1971) - Kiami Davael (1986) - Dee Dee Davis (1996) - Rochelle Davis (1980) - Coline Defaud (?) - Cara DeLizia (1984) - Catherine Demongeot (1950) - Kat Dennings (1986) - Gina DeVivo (1990) - Kaitlyn Dias (1999) - Shannen Doherty (1971-2024) - Haylie Duff (1985) - Hilary Duff (1987) - Patty Duke (1946-2016) - Dawn Dunlap (1963) - Kirsten Dunst (1982) - Eliza Dushku (1980) - Zeva DuVall (?) - Nicole Eggert (1972) - Erika Eleniak (1969) - Nicoletta Elmi (1964) - Blanca Engström (?) - Naomi van Es (1996) - Tiffany Espensen (1999) - Samantha Esteban (1979) - Emily Rose Everhard (1996) - Briana Evigan (1986) - Adèle Exarchopoulos (1993) - Dakota Fanning (1994) - Elle Fanning (1998) - Jodelle Ferland (1994) - Chiara Ferrari (?) - Elsie Fisher (2003) - Brighid Fleming (1999) - Alina Foley (2003) - Nora Foss (1996) - Jodie Foster (1962) - Megan Fox (1986) - Whitney Franker (2001) - Alina Freund (1997) - Cassandra Forêt (1998) - Jaimee Foxworth (1979) - Melissa Francis (1972) - Soleil Moon Frye (1976) - Ariel Gade (1997) - Tess Gaerthé (1991) - Dana Gaier (1997) - Judy Garland (1922-1969) - Claire Geare (2006) - Sarah Michelle Gellar (1977) - Melissa Gilbert (1964) - Sara Gilbert (1975) - Annabeth Gish (1971) - Mathilde Goffart (?) - Juliette Goglia (1995) - Esther Gohourou (2004) - Juliette Gombert (?) - Selena Gomez (1992) - Alicia Goranson (1974) - Mckenna Grace (2006) - Harley Graham (2001) - Bonita Granville (1923-1988) - Elle Graper (?) - Mary Ashleigh Green (1992) - Jordan-Claire Green (1991) - Mitzi Green (1920-1969) - Lindsay Greenbush (1970) - Sidney Greenbush (1970) - Ashley Nicole Greene (2001) - Chloe Greenfield (1995) - Virginia Grey (1917-2004) - Zena Grey (1988) - Melanie Griffith (1957) - Pauline Grossen (1996) | - Adèle Haenel (1989) - Hanna Hall (1984) - Perla Haney-Jardine (1997) - Alyson Hannigan (1974) - Elisabeth Harnois (1979) - Danielle Harris (1977) - Marilyn Harris (1924-1999) - Mildred Harris (1901-1944) - Margo Harshman (1986) - Emily Hart (1986) - Melissa Joan Hart (1976) - Anne Hathaway (1982) - Kara Hayward (1998) - Katherine Heigl (1978) - Carrie Henn (1976) - Zoé Héran (1999) - Jette Hering (1993) - Sterre Herstel (1995) - Jennifer Love Hewitt (1979) - Jordan Hinson (1991) - Roosmarijn van der Hoek (2006) - Abbey Hoes (1994) - Gaby Hoffmann (1982) - Lucie Hollmann (1993) - Darla Hood (1931-1979) - Summer H. Howell (2004) - Julia Hsu (1986) - Vanessa Hudgens (1988) - Helen Hunt (1963) - Olivia Hussey (1951-2024) - Zsá Zsá Inci (1995) - Eva Ionesco (1965) - Katharine Isabelle (1981) - Janet Jackson (1966) - Mary Ann Jackson (1923-2003) - Sterling Jerins (2004) - Courtney Jines (1992) - Scarlett Johansson (1984) - Ashley Johnson (1983) - JoJo (1990) - Anissa Jones (1958-1976) - Kenadie Jourdin-Bromley (2003) - Milla Jovovich (1975) - Malese Jow (1991) - Victoria Justice (1993) - Kym Karath (1958) - Sarah Rose Karr (1984) - Dafne Keen (2005) - RaéVen Kelly (1985) - Alexa Kenin (1962-1985) - Q'orianka Kilcher (1990) - Joey King (1999) - Kimberley Klaver (1985) - Melody Klaver (1990) - Priscilla Knetemann (1992) - Keira Knightley (1985) - Kristýna Kohoutová (?) - Rosalie Kroon (1998) - Mila Kunis (1983) - Katy Kurtzman (1965) - Emily Kusche (2002) - Alexandra Kyle (1988) - Ann-Sofie Kylin (1955) - Lalaine (1987) - Sarah Lancaster (1980) - Diane Lane (1965) - Claire Lapadu (1999) - Brie Larson (1989) - Zara Larsson (1997) - Jeté Laurence (2007) - Bianca Lawson (1979) - Marlene Lawston (1998) - Lina Leandersson (1995) - Juna de Leeuw (2001) - Hannah Leigh (1996) - Anna Lemarchand (?) - Jenny Lewis (1976) - Sophia Lillis (2002) - Morgan Lily (2000) - Geneva Locke (1988) - Lindsay Lohan (1986) - Carole Lombard (1908-1942) - Traci Lords (1968) - Carrie Lorraine (1978) - Demi Lovato (1992) - Natasha Lyonne (1979) - Bailee Madison (1999) - Cyrille Mairesse (?) - Maïwenn (1976) - Tina Majorino (1985) - Jena Malone (1984) - Jessica Mann (1990) - Garance Marillier (1998) - Maria Pia Marsala (?) - Amber Marshall (1988) - Krystle en Tiffany Mataras (?) - Heather Matarazzo (1982) - Mélusine Mayance (1999) - Patricia McCormack (1945) - Maureen McCormick (1956) - Jennette McCurdy (1992) - Danica McKellar (1975) - Lindsey McKeon (1982) - Mercedes McNab (1980) - Kristy McNichol (1962) - Bridgit Mendler (1992) - Júlia Mérö (?) - Ari Meyers (1969) - Alyson Michalka (1989) - Amanda Michalka (1991) - Amber Midthunder (1997) - Alyssa Milano (1972) - Beverley Mitchell (1981) - Waad Mohammed (2003?) - Sloane Momsen (1996) - Taylor Momsen (1993) - Lynne Sue Moon (1949) - Chloë Grace Moretz (1997) - Makenzie Moss (2006) - Isaure Multrier (2008) - Brittany Murphy (1977-2009) - Mexx Nachbar (1999) - Alexandra Negrão (?) - Isabelle Nélisse (2003) - Sophie Nélisse (2000) - Diandra Newlin (1991) - Ryan Newman (1998) - Pleun Nijhuis (?) - Alexa Nikolas (1992) - Inger Nilsson (1959) - Cynthia Nixon (1966) - Ida Nowakowska (1990) - Sophie Nyweide (2000-2025) - Cindy O'Callaghan (1956) - Tatum O'Neal (1963) - Heather O'Rourke (1975-1988) - Annette O'Toole (1952) - Ethelmary Oakland (1909-1999) - Hanna Obbeek (1998) - Larisa Oleynik (1981) - Jade Olieberg (1993) - Ashley Olsen (1986) - Mary-Kate Olsen (1986) - Susan Olsen (1961) - Renee Olstead (1989) - Emily Osment (1992) - Amanda Pace (2000) - Rachel Pace (2000) - Ellen Page (1987) - Keke Palmer (1993) - Danielle Panabaker (1987) - Kay Panabaker (1990) - Hayden Panettiere (1989) - Anna Paquin (1982) - Sarah Jessica Parker (1965) - Sara Paxton (1988) - Courtney Peldon (1981) - Nicola Peltz (1995) - Anna Maria Perez de Taglé (1990) - Emily Perkins (1977) - Maria Persson (1959) - Madison Pettis (1998) - Mary Pickford (1892-1979) - Leah Pipes (1988) - Dana Plato (1964-1999) - Eve Plumb (1958) - Carolina Poccioni (1998) - Marissa Poer (2000) - Anneliese van der Pol (1984) - Valérie Pos (1996) - Scarlett Pomers (1988) - Natalie Portman (1981) - Alisan Porter (1981) - Parker McKenna Posey (1995) - Bel Powley (1992) - Kyla Pratt (1986) - Brooklynn Proulx (1999) - Keely Purvis (1992) | - Molly Quinn (1993) - Susan Radder (1999) - Brenna Radding (1998) - Raven-Symoné (1985) - J.L. Reate (1979) - Tara Reid (1975) - Alisa Reyes (1981) - Christina Ricci (1980) - Kyle Richards (1969) - Lucille Ricksen (1910-1925) - Margot De Ridder (1991) - Molly Ringwald (1968) - Jesse Rinsma (1994) - AnnaSophia Robb (1993) - Emma Roberts (1991) - Kylie Rogers (2004) - Christy Carlson Romano (1984) - Paula Romy (1993) - Saoirse Ronan (1994) - Felissa Rose (1969) - Emmy Rossum (1986) - Elske Rotteveel (1991) - Heather O'Rourke (1975-1988) - Olesya Rulin (1988) - Bonnie Russavage (1976) - Debby Ryan (1993) - Winona Ryder (1971) - Yale Sackman (1991) - Amy Sakasitz (1985) - Meredith Salenger (1970) - Giulia Salerno (2001) - Victoria Sanchez (1976) - Miku Satô (?) - Eva Sayer (1997) - Allison Scagliotti (1990) - Tessa Schram (1988) - Carly Schroeder (1990) - Ivyann Schwan (1983) - Cameron Seely (2007) - Amanda Seyfried (1985) - Lily Mo Sheen (1999) - Brooke Shields (1965) - Java Siegertsz (2000) - Elaine en Melanie Silver (1988) - Rebecca Smart (1976) - Lisa Smit (1993) - Ebonie Smith (1978) - Willow Smith (2000) - Shae Smolik (2006) - Leelee Sobieski (1983) - Marla Sokoloff (1980) - Siiri Solalinna (2009) - Lisa-Dorah Sonnet (?) - Brenda Song (1988) - Jamie Lynn Spears (1991) - Meta Speksnijder (1989) - Tori Spelling (1973) - Mary Ann Springer (1991) - Jewel Staite (1982) - Jacqueline Steiger (1986) - Hailee Steinfeld (1996) - Kristen Stewart (1990) - Liv Stig (1991) - Isabelle Stokkel (?) - Alyson Stoner (1993) - Kirsten Storms (1984) - Katie Stuart (1985) - Mena Suvari (1977) - Dominique Swain (1980) - Jodie Sweetin (1982) - Kelly Anne Sweeney (2002) - Kensington Tallman (2008) - Ebbie Tam (1997) - Amber Tamblyn (1983) - Tiffany Taubman (1985) - Ira Tavlaridis (?) - Elizabeth Taylor (1932-2011) - Shirley Temple (1928-2014) - Flora Thiemann (2002) - Tiffani Thiessen (1974) - Victoire Thivisol (1991) - Ashley Tisdale (1985) - Adair Tishler (1996) - Alessandra Torresani (1987) - Tiba Tossijn (1986) - Michelle Trachtenberg (1985-2025) - Ella Bleu Travolta (2000) - Michelle von Treuberg (1992) - Debbie Turner (1956) - Chelsey Valentine (2001) - Emily VanCamp (1986) - Laurien Van den Broeck (1988) - Anamaria Vartolomei (1999) - Alexa Vega (1988) - Makenzie Vega (1994) - Sem Veeger (1991) - Céline Verbeeck (1990) - Rachelle Verdel (1996) - Madelief Verelst (1986) - Liz Vergeer (2006) - Madelief Vermeulen (2000) - Christina Vidal (1981) - Izabela Vidovic (2001) - Daniah De Villiers (2003) - Lark Voorhies (1974) - Neeltje de Vree (1990) - Caitlin Wachs (1989) - Kennedy Waite (2001) - Aria Wallace (1996) - Emma Watson (1990) - Eloise Webb (2003) - Annika Wedderkopp (2004) - Virginia Weidler (1926-1968) - Alisha Weir (2009) - Malina Weissman (2003) - Jennifer Welts (1992) - Lara Wendel (1965) - Martha West (?) - Destiny Whitlock (2001) - Mae Whitman (1988) - Jolijn van de Wiel (1992) - Eva van de Wijdeven (1985) - Kiely Williams (1986) - Michelle Williams (1980) - Lulu Wilson (2005) - Mara Wilson (1987) - Kate Winslet (1975) - Anne Winters (1994) - Reese Witherspoon (1976) - Evan Rachel Wood (1987) - Natalie Wood (1938-1981) - Rhiannon Leigh Wryn (2000) - Mia Xitlali (1999) - Morgan York (1993) - Tina Yothers (1973) - Fathia Youssouf (2006) - Bodine van Zalk (1989) - Oriane Zani (?) - Helena Zengel (2008) - Mackenzie Ziegler (2004) - Maddie Ziegler (2002) - Madeline Zima (1985) - Vanessa Zima (1986) - Yvonne Zima (1989) |

## Jeugdacteurs
| - Lee Aaker (1943) - Liam Aiken (1990) - Devon Alan (1991) - Ben Alexander (1911-1969) - Reed Alexander (1993) - Phillip Alford (1948) - Ezzaldeen F. Ali () - John Patrick Amedori (1987) - Michael Angarano (1987) - Jonathan Angel (1977) - Moisés Arias (1994) - Shawn Ashmore (1979) - Mackenzie Astin (1973) - Sean Astin (1971) - Carlos Emilio Báez (?) - Scott Baio (1961) - Christian Bale (1974) - Jason Bateman (1969) - Drake Bell (1986) - David Bennent (1966) - Jimmy Bennett (1996) - Justin Berfield (1986) - Lucas Black (1982) - Robert Blake (1933) - Corbin Bleu (1989) - Brian Bloom (1970) - Freddie Boath (1991) - Péter Bocsor (?) - Tommy Bond (1926-2005) - Cayden Boyd (1994) - Jimmy Boyd (1939-2009) - Jonathan Brandis (1976-2003) - Spencer Breslin (1992) - Asa Butterfield (1997) - Kirk Cameron (1970) - Corey Carrier (1980) - David Cassidy (1950-2017) - Luis Castro (?) - Christopher Castile (1980) - Renato Cestiè (1963) - Barney Clark (1993) - Gary Coleman (1968) - Christian Convery (2009) - Jackie Coogan (1914-1984) - Jackie Cooper (1922-2011) - Justin Cooper (1988) - Owen Cooper (2009) - Kevin Corcoran (1949-2015) - Brandon Crane (1976) - Duilio Cruciani (19??-1984) - Kieran Culkin (1982) - Macaulay Culkin (1980) - Rory Culkin (1989) - Adrian Curran (?) - Philippe De Lacy (1917-1995) - Gabriel Ángel Delgado (2005) - Dustin Diamond (1977) - Leonardo DiCaprio (1974) - Matt Dillon (1964) - Jason Dolley (1991) - Stephen Dorff (1973) - Bobby Driscoll (1937-1968) - Seth Robert Dusky (1998) - Zac Efron (1987) - Mark Everett (1969-2008) - Daeg Faerch (1995) - Adam Faraizl (1977) - David Faustino (1974) - Corey Feldman (1971) - Ruud Feltkamp (1989) - Tom Felton (1987) - Laurence Fishburne (1961) - Ben Foster (1980) - Edward Furlong (1977) | - David Gallagher (1985) - Mason Gamble (1986) - Matthew Garber (1956-1977) - Leif Garrett (1961) - Rick van Gastel (1987) - Balthazar Getty (1975) - Jonathan Gilbert (1968) - Billy Gilman (1988) - Norman D. Golden II (1984) - Joseph Gordon-Levitt (1981) - Mark-Paul Gosselaar (1974) - Alexander Gould (1994) - Ben Gould (1980) - Salim Grant (1977) - Jack Dylan Grazer (2003) - Seth Green (1974) - Gordon Griffith (1907-1958) - Rupert Grint (1988) - Corey Haim (1971-2010) - Bug Hall (1985) - Neil Patrick Harris (1973) - Maryam Hassan (1993) - Noah Hathaway (1971) - Justin Henry (1971) - Charles Herbert (1948) - Jarne Heylen (2006) - Tyler Hoechlin (1987) - Miko Hughes (1986) - Josh Hutcherson (1992) - Joshua Jackson (1978) - Michael Jackson (1958-2009) - Richard Lee Jackson (1979) - Chosen Jacobs (2001) - Rusty Jacobs (1967) - Vincent Kartheiser (1979) - Malcolm David Kelley (1992) - Joost Koning (1996) - Nathan Kress (1992) - David Krumholtz (1978) - Shia LaBeouf (1986) - Matthew Labyorteaux (1966) - Adam Lamberg (1984) - Taylor Lautner (1992) - Matthew Lawrence (1980) - Billy Lee (1929-1989) - Logan Lerman (1992) - Rick Lens (2000) - Isaac Lidsky (1979) - Alex D. Linz (1989) - Jonathan Lipnicki (1990) - Jake Lloyd (1989) - Mario López (1973) - Ross Lynch (1995) - Rick Mackenbach (1993) - Jason Marsden (1975) - Jaeden Martell (2003) - Clayton Mattingly (1999) - Joseph Mazzello (1983) - Jesse McCartney (1987) - Roddy McDowall (1928-1998) - Hudson Meek (2008-2024) - Ryan Merriman (1983) - Jeremy Miller (1976) - Noah Moazezi (?) - Edmund Moeschke (?) - Bill Mumy (1954) - Noah Munck (1996) - Danny de Munk (1970) - Frankie Muniz (1985) - Mitchel Musso (1991) | - Ricky Nelson (1940-1985) - Roderic Noble (1957) - Jerry O'Connell (1974) - Wyatt Oleff (2003) - Christian Olson (?) - Haley Joel Osment (1988) - Jared Padalecki (1982) - Josh Peck (1986) - Joaquin Phoenix (1974) - River Phoenix (1970-1993) - Danny Pintauro (1976) - Tyler Posey (1991) - Shawn Pyfrom (1986) - Ke Huy Quan (1971) - Daniel Radcliffe (1989) - Brad Renfro (1982-2008) - Tommy Rettig (1941-1996) - Robert Ri'chard (1983) - Chandler Riggs (1999) - Mickey Rooney (1920-2014) - Joshua Rush (2001) - Kurt Russell (1951) - Daryl Sabara (1992) - Thomas Brodie-Sangster (1990) - Enzo Santaniello (1960) - Ben Savage (1980) - Fred Savage (1976) - Devon Sawa (1978) - Quinten Schram (1992) - Jackson Robert Scott (2008) - Jackie Searl (1920-1991) - Neel Sethi (2003) - Johnny Sheffield (1931-2010) - Raj Singh (?) - Gregory Smith (1983) - Jacob Smith (1990) - Jaden Smith (1998) - Martin Spanjers (1987) - Dylan en Cole Sprouse (1992) - Nick Stahl (1979) - Charlie Stewart (1993) - Jeremy Sumpter (1989) - Jeremy Sylvers (1981) - Charlie Tahan (1998) - Marcello Tamborra (?) - Ohga Tanaka (1997) - Jeremy Ray Taylor (2003) - Marlon Taylor (?) - Johnathan Taylor Thomas (1981) - Robert Sutherland Telfer (1977) - Max Thieriot (1988) - Henry Thomas (1971) - Khleo Thomas (1989) - Tsou Tijger (1974) - Scott Tiler (?) - Olivier Tuinier (1982) - Nils Verkooijen (1997) - Yannick van de Velde (1989) - Alex Vincent (1981) - Marco Vivio (1978) - Brandon Walters (1996) - Michael Welch (1987) - Devon Werkheiser (1991) - Justin Whalin (1974) - Wil Wheaton (1972) - Jaleel White (1976) - Brandon De Wilde (1942-1972) - Finn Wolfhard (2002) - Elijah Wood (1981) - Mario Yedidia (1984) - Anton Yelchin (1989-2016) - Bodine van Zalk (1989) - Reno van Zalk (1993) - Kevin Zegers (1984) |